# Persone di nome Attilio
| Questa pagina contiene informazioni ricavate automaticamente dalle voci biografiche con l'ausilio del template Bio e di un bot. L'aggiornamento è periodico e automatico e ricostruisce completamente la pagina. Se manca una persona in questa lista, sei pregato di non aggiungerla, ma accertati piuttosto che la sua voce biografica contenga il template Bio e che i dati anagrafici siano correttamente compilati. Se il template Bio manca, inseriscilo tu stesso o, in alternativa, metti l'avviso {{tmp\|Bio}} che ne segnala la mancanza. Se i dati riportati sono sbagliati, correggi direttamente la voce biografica; le modifiche saranno visibili in questa lista entro pochi giorni. Per chiarimenti vedi il progetto antroponimi. La lista contiene solo le 253 persone che sono citate nell'enciclopedia e per le quali è stato implementato correttamente il template Bio. Pagina aggiornata al 22 lug 2025. |

Questa è una lista di persone presenti nell'enciclopedia che hanno il nome Attilio, suddivise per attività principale.

## Allenatori di calcio(9)
- Attilio Berti, allenatore di calcio e ex calciatore italiano (Valdagno, n. 1950)
- Attilio Gregori, allenatore di calcio e ex calciatore italiano (Monterotondo, n. 1965)
- Attilio Lombardo, allenatore di calcio e ex calciatore italiano (Santa Maria la Fossa, n. 1966)
- Attilio Maggiani, allenatore di calcio e calciatore italiano (La Spezia, n. 1893 - La Spezia, † 1965)
- Attilio Maldera, allenatore di calcio e ex calciatore italiano (Corato, n. 1949)
- Attilio Papis, allenatore di calcio e ex calciatore italiano (Bizzarone, n. 1957)
- Attilio Perotti, allenatore di calcio, dirigente sportivo e ex calciatore italiano (Bagnolo Mella, n. 1946)
- Attilio Sorbi, allenatore di calcio e ex calciatore italiano (Cortona, n. 1959)
- Attilio Tesser, allenatore di calcio e ex calciatore italiano (Montebelluna, n. 1958)

## Allenatori di pallacanestro(2)
- Attilio Caja, allenatore di pallacanestro e dirigente sportivo italiano (Pavia, n. 1961)
- Attilio De Filippi, allenatore di pallacanestro italiano (Trieste)

## Alpinisti(1)
- Attilio Tissi, alpinista, antifascista e politico italiano (Vallada Agordina, n. 1900 - Auronzo di Cadore, † 1959)

## Anglisti(1)
- Attilio Brilli, anglista, critico letterario e traduttore italiano (Sansepolcro, n. 1936)

## Arbitri di calcio(1)
- Attilio Guiot, arbitro di calcio italiano (Milano, n. 1887)

## Archeologi(1)
- Attilio Degrassi, archeologo italiano (Trieste, n. 1887 - Roma, † 1969)

## Architetti(4)
- Attilio Calzavara, architetto, grafico e pittore italiano (Padova, n. 1901 - Roma, † 1952)
- Attilio Lapadula, architetto e urbanista italiano (Pisticci, n. 1917 - Roma, † 1981)
- Attilio Perez, architetto e imprenditore italiano (Venezia, n. 1880 - Venezia, † 1961)
- Attilio Spaccarelli, architetto italiano (Roma, n. 1890 - Roma, † 1976)

## Arcivescovi cattolici(1)
- Attilio Amalteo, arcivescovo cattolico e diplomatico italiano (Oderzo, n. 1545 - Roma, † 1633)

## Astronomi(1)
- Attilio Colacevich, astronomo e matematico italiano (Fiume, n. 1906 - Napoli, † 1953)

## Attori(5)
- Attilio Corsini, attore, regista e drammaturgo italiano (Marcellina, n. 1945 - Roma, † 2008)
- Attilio Dottesio, attore italiano (Desenzano del Garda, n. 1909 - Roma, † 1989)
- Attilio Fontana, attore, cantante e compositore italiano (Roma, n. 1974)
- Attilio Martella, attore italiano (Raccuja, n. 1919 - Messina, † 1991)
- Attilio Ortolani, attore italiano (Cremona, n. 1897 - Cittiglio, † 1975)

## Attori teatrali(1)
- Attilio Rapisarda, attore teatrale e attore italiano (Catania, n. 1882 - Catania, † 1965)

## Aviatori(3)
- Attilio Biseo, aviatore e generale italiano (Roma, n. 1901 - Roma, † 1966)
- Attilio Canzini, aviatore italiano (Solferino, n. 1895 - † 1985)
- Attilio Rial, aviatore italiano (Gressoney-La-Trinité, n. 1893 - Monte Cadria, † 1917)

## Avvocati(3)
- Attilio De Cicco, avvocato, diplomatico e politico italiano (San Severo, n. 1894 - Roma, † 1957)
- Attilio Di Napoli, avvocato e politico italiano (Melfi, n. 1883 - Melfi, † 1953)
- Attilio Fontana, avvocato, giornalista e politico italiano (Torino, n. 1876 - Roma, † 1936)

## Baritoni(1)
- Attilio D'Orazi, baritono italiano (Roma, n. 1929 - Roma, † 1990)

## Bibliografi(1)
- Attilio Mauro Caproni, bibliografo italiano (Genova, n. 1941)

## Biologi(1)
- Attilio Cerruti, biologo italiano (Picerno, n. 1878 - Taranto, † 1956)

## Botanici(1)
- Attilio Zuccagni, botanico italiano (Firenze, n. 1754 - Firenze, † 1807)

## Calciatori(37)
- Attilio Banfi, calciatore italiano (Verona, n. 1909 - Verona, † 1989)
- Atilio Bernasconi, calciatore argentino (Buenos Aires, n. 1905 - Orchies, † 1971)
- Attilio Bravi, ex calciatore italiano (Secugnago, n. 1942)
- Attilio Bulgheri, calciatore italiano (Piombino, n. 1913 - Livorno, † 1995)
- Attilio Buratti, calciatore e allenatore di calcio italiano (Roma, n. 1894 - Contigliano, † 1936)
- Attilio Chiarella, calciatore italiano (Genova, n. 1887)
- Attilio Colombo, calciatore italiano (Milano, n. 1887 - Milano, † 1961)
- Attilio Ferraris, calciatore italiano (Roma, n. 1904 - Montecatini Terme, † 1947)
- Attilio Firpi, calciatore uruguaiano (Montevideo, n. 1880 - Milano, † 1962)
- Attilio Fizzotti, calciatore italiano (Busto Arsizio, n. 1900)
- Attilio Formenti, calciatore italiano (Lodi Vecchio, n. 1881 - Milano, † 1962)
- Attilio Fresia, calciatore, allenatore di calcio e militare italiano (Torino, n. 1891 - Modena, † 1923)
- Attilio Frizzi, calciatore italiano (Udine, n. 1925)
- Attilio Galassini, calciatore italiano (Anzio, n. 1933 - Marghera, † 2002)
- Attilio Gallina, calciatore italiano (Casale Monferrato, n. 1888 - Casale Monferrato, † 1941)
- Attilio Gallo, calciatore italiano (Lestizza, n. 1917 - Udine, † 1959)
- Attilio Gelli, ex calciatore italiano (Venezia, n. 1928)
- Attilio Gerola, calciatore italiano (Legnano, n. 1896)
- Attilio Giovannini, calciatore italiano (San Michele Extra, n. 1924 - New York, † 2005)
- Attilio Leporati, calciatore italiano (Coniolo, n. 1911 - Novara, † 1983)
- Attilio Marazzini, calciatore italiano (Parabiago, n. 1922)
- Attilio Marchesi, calciatore italiano (Milano, n. 1893)
- Attilio Marcora, calciatore italiano (Busto Arsizio, n. 1899 - Busto Arsizio, † 1979)
- Attilio Mattei, calciatore italiano (Roma, n. 1902 - Roma, † 1975)
- Attilio Mattiozzi, calciatore italiano
- Attilio Mestroni, calciatore italiano (San Giorgio di Nogaro, n. 1911)
- Attilio Miglio, calciatore italiano (Novara, n. 1922)
- Attilio Pirovano, calciatore italiano
- Attilio Porra, ex calciatore italiano (Valdagno, n. 1934)
- Attilio Ravani, calciatore italiano (Cremona, n. 1900 - Cremona, † 1962)
- Attilio Salvadè, calciatore svizzero (Diesbach, n. 1882 - Genova, † 1944)
- Attilio Santarelli, calciatore italiano (Faenza, n. 1934 - Faenza, † 2007)
- Attilio Sudati, calciatore italiano (Milano, n. 1909)
- Attilio Tornetti, calciatore italiano
- Attilio Torresani, calciatore e allenatore di calcio italiano (Quinzano d'Oglio, n. 1906)
- Attilio Trerè, calciatore italiano (Milano, n. 1887 - Roma, † 1943)
- Attilio Veroni, calciatore italiano (Figline Valdarno, n. 1908 - Figline Valdarno, † 1983)

## Canottieri(1)
- Attilio Cantoni, canottiere italiano (Mandello del Lario, n. 1931 - Lecco, † 2017)

## Cardinali(1)
- Attilio Nicora, cardinale e arcivescovo cattolico italiano (Varese, n. 1937 - Roma, † 2017)

## Cardiologi(1)
- Attilio Maseri, cardiologo e filantropo italiano (Udine, n. 1935 - Tolmezzo, † 2021)

## Cartografi(1)
- Attilio Zuccagni-Orlandini, cartografo e geografo italiano (Fiesole, n. 1784 - Firenze, † 1872)

## Chirurghi(1)
- Attilio Basile, chirurgo italiano (Itala, n. 1910 - Catania, † 2012)

## Ciclisti su strada(8)
- Attilio Benfatto, ciclista su strada e pistard italiano (Caselle de' Ruffi, n. 1943 - Mirano, † 2017)
- Attilio Lambertini, ciclista su strada italiano (Viconovo, n. 1920 - Acapulco, † 2002)
- Attilio Masarati, ciclista su strada italiano (Caorso, n. 1911 - Verbania, † 1971)
- Attilio Moresi, ciclista su strada svizzero (Viganello, n. 1933 - Valcolla, † 1995)
- Attilio Pavesi, ciclista su strada e pistard italiano (Caorso, n. 1910 - José C. Paz, † 2011)
- Attilio Redolfi, ciclista su strada italiano (Aviano, n. 1923 - Draguignan, † 1997)
- Attilio Rota, ex ciclista su strada italiano (Clusone, n. 1945)
- Attilio Viviani, ciclista su strada italiano (Oppeano, n. 1996)

## Compositori(3)
- Attilio Ariosti, compositore, cantante e organista italiano (Bologna, n. 1666 - Londra, † 1729)
- Attilio Di Giovanni, compositore e musicista italiano (Roma, n. 1972)
- Attilio Mineo, compositore e arrangiatore statunitense (Brooklyn, n. 1918 - Tacoma, † 2010)

## Costituzionalisti(1)
- Attilio Brunialti, costituzionalista, geografo e politico italiano (Vicenza, n. 1849 - Roma, † 1920)

## Criminali(1)
- Attilio Cubeddu, criminale italiano (Arzana, n. 1947)

## Critici letterari(2)
- Attilio Marinari, critico letterario italiano (Montella, n. 1923 - Roma, † 2000)
- Attilio Momigliano, critico letterario italiano (Ceva, n. 1883 - Firenze, † 1952)

## Danzatori(1)
- Attilio Labis, ballerino francese (Vincennes, n. 1936 - † 2023)

## Diplomatici(2)
- Attilio Cattani, diplomatico italiano (Sanremo, n. 1900 - Milano, † 1972)
- Attilio Monaco, diplomatico, orientalista e storico italiano (Oria, n. 1858 - Roma, † 1932)

## Direttori d'orchestra(1)
- Attilio Parelli, direttore d'orchestra e compositore italiano (Monteleone d'Orvieto, n. 1874 - Monteleone d'Orvieto, † 1944)

## Dirigenti d'azienda(2)
- Attilio Befera, dirigente d'azienda e dirigente pubblico italiano (Roma, n. 1946)
- Attilio Lentati, dirigente d'azienda italiano (Milano, n. 1937 - Milano, † 2020)

## Dirigenti sportivi(3)
- Attilio Mercalli, dirigente sportivo e giornalista italiano (Novara, n. 1955)
- Attilio Romero, dirigente sportivo e dirigente d'azienda italiano (Torino, n. 1948)
- Attilio Ubertalli, dirigente sportivo italiano (Torino, n. 1880 - Torino, † 1963)

## Economisti(3)
- Attilio Cabiati, economista italiano (Roma, n. 1872 - Torino, † 1950)
- Attilio Celant, economista e geografo italiano (Polcenigo, n. 1942)
- Attilio da Empoli, economista italiano (Reggio Calabria, n. 1904 - Napoli, † 1948)

## Editori(1)
- Attilio Barion, editore italiano (Arquà Polesine, n. 1877 - † 1933)

## Educatori(2)
- Attilio Giordani, educatore italiano (Milano, n. 1913 - Campo Grande, † 1972)
- Attilio Regolo Scarsella, educatore e storico italiano (Santa Margherita Ligure, n. 1870 - † 1954)

## Fondisti(1)
- Attilio Lombard, ex fondista italiano (Nus, n. 1944)

## Fotografi(2)
- Attilio Boccazzi Varotto, fotografo, scrittore e traduttore italiano (Torino, n. 1936 - Torino, † 1995)
- Attilio Cusani, fotografo e regista italiano (Benevento, n. 1996)

## Fotoreporter(1)
- Attilio Prevost, fotoreporter, ingegnere e imprenditore italiano (Torino, n. 1890 - Milano, † 1954)

## Francescani(1)
- Attilio Mellone, francescano, religioso e letterato italiano (Montesano sulla Marcellana, n. 1917 - Cava de' Tirreni, † 2005)

## Fumettisti(2)
- Attilio Micheluzzi, fumettista italiano (Umago, n. 1930 - Napoli, † 1990)
- Attilio Ortolani, fumettista italiano (Milano, n. 1937 - Bollate, † 2019)

## Generali(5)
- Attilio Amato, generale italiano (Lucera, n. 1890 - Roma, † 1965)
- Attilio Calderara, generale e aviatore italiano (Verona, n. 1886 - † 1952)
- Attilio Grattarola, generale italiano (Lu Monferrato, n. 1882 - Alessandria, † 1966)
- Attilio Matricardi, generale e aviatore italiano (Macerata, n. 1892 - † 1976)
- Attilio Teruzzi, generale e politico italiano (Milano, n. 1882 - Procida, † 1950)

## Geografi(1)
- Attilio Mori, geografo italiano (Firenze, n. 1865 - Firenze, † 1937)

## Giocatori di biliardo(1)
- Attilio Sessa, giocatore di biliardo italiano (Milano, n. 1933 - Casale, † 2024)

## Giornalisti(7)
- Attilio Bolzoni, giornalista italiano (Santo Stefano Lodigiano, n. 1955)
- Attilio Deffenu, giornalista italiano (Nuoro, n. 1890 - Fossalta di Piave, † 1918)
- Attilio Foti, giornalista e scrittore italiano (Palmi, n. 1926 - Polistena, † 2010)
- Attilio Giordano, giornalista italiano (Messina, n. 1955 - Roma, † 2016)
- Attilio Luzzatto, giornalista e politico italiano (Udine, n. 1850 - Roma, † 1900)
- Attilio Monetti, giornalista, telecronista sportivo e ex velocista italiano (Gallarate, n. 1943)
- Attilio Valentini, giornalista italiano (Porto Recanati, n. 1859 - Buenos Aires, † 1892)

## Giuristi(1)
- Attilio Moroni, giurista e teologo italiano (Porto Recanati, n. 1909 - Recanati, † 1986)

## Grammatici(1)
- Atilio Fortunaziano, grammatico romano

## Illustratori(2)
- Attilio Cassinelli, illustratore italiano (Genova, n. 1923 - Novi Ligure, † 2024)
- Attilio Mussino, illustratore, fumettista e pittore italiano (Torino, n. 1878 - Vernante, † 1954)

## Imprenditori(4)
- Attilio Bignasca, imprenditore e politico svizzero (Viganello, n. 1943 - Lugano, † 2020)
- Attilio Monti, imprenditore italiano (Ravenna, n. 1906 - Cap d'Antibes, † 1994)
- Attilio Odero, imprenditore italiano (Genova, n. 1854 - Genova, † 1945)
- Attilio Romanò, imprenditore italiano (Napoli, n. 1975 - Napoli, † 2005)

## Ingegneri(5)
- Attilio Alto, ingegnere italiano (Bari, n. 1937 - Bari, † 1999)
- Attilio Bisio, ingegnere italiano (Livorno - Venezia, † 1931)
- Attilio Marchetti Rossi, ingegnere italiano (Pesaro, n. 1956)
- Attilio Muggia, ingegnere e architetto italiano (Venezia, n. 1861 - Bologna, † 1936)
- Attilio Prevost, ingegnere e imprenditore italiano (Torino, n. 1918 - Milano, † 2010)

## Letterati(1)
- Attilio Portioli, letterato e numismatico italiano (Scorzarolo, n. 1830 - Mantova, † 1891)

## Lunghisti(1)
- Attilio Bravi, lunghista italiano (Bra, n. 1936 - Bra, † 2013)

## Maratoneti(1)
- Attilio Conton, maratoneta italiano (Gambarare, n. 1902 - Mira, † 1997)

## Matematici(2)
- Attilio Palatini, matematico e fisico italiano (Treviso, n. 1889 - Roma, † 1949)
- Attilio Vergerio, matematico italiano (Valdobbiadene, n. 1877 - Napoli, † 1937)

## Medici(3)
- Attilio Ascarelli, medico italiano (Roma, n. 1875 - Roma, † 1962)
- Attilio Cevidalli, medico italiano (Reggio Emilia, n. 1877 - Bologna, † 1926)
- Attilio Friggeri, medico, militare e nuotatore italiano (Roma, n. 1915 - Slebic, † 1942)

## Militari(12)
- Attilio Bagnolini, militare italiano (Villadossola, n. 1913 - Battaglia di Mai Ceu, † 1936)
- Attilio Basso, militare italiano (Pravisdomini, n. 1901 - Cheren, † 1941)
- Attilio Brunetti, militare e patriota italiano (Lodi, n. 1917 - Campobasso, † 2008)
- Attilio Caratti, militare e esploratore italiano (Rovato, n. 1895 - Oceano Artico, † 1928)
- Attilio Corrubia, militare e partigiano italiano (Avellino, n. 1926 - Epidauro, † 1944)
- Attilio Gasparro, militare italiano (Messina, n. 1904 - Peloponneso, † 1943)
- Attilio Imolesi, militare e aviatore italiano (Cesena, n. 1890 - Marostica, † 1918)
- Attilio Armando Lombardi, militare italiano (Lesina, n. 1954 - Briosco, † 1974)
- Attilio Mereu, militare italiano (Cagliari, n. 1895 - Farra d'Isonzo, † 1917)
- Attilio Verdirosi, militare italiano (Longone Sabino, n. 1873 - Losson della Battaglia, † 1918)
- Attilio Vigevano, militare italiano (Turbigo, n. 1874 - Roma, † 1927)
- Bonfiglio Zanardi, militare italiano (Corniglio, n. 1910 - Gusciabbai, † 1937)

## Missionari(2)
- Attilio Beltramino, missionario e vescovo cattolico italiano (Volvera, n. 1901 - Tosamaganga, † 1965)
- Attilio Marinangeli, missionario italiano (Torre di Morro, n. 1913 - Roma, † 1970)

## Numismatici(1)
- Attilio Stazio, numismatico italiano (Napoli, n. 1923 - Napoli, † 2010)

## Partigiani(3)
- Attilio Firpo, partigiano italiano (Genova, n. 1916 - Genova, † 1945)
- Attilio Rizzo, partigiano italiano (Villadose, n. 1891 - Gusen, † 1945)
- Attilio Ruggiero, partigiano, militare e politico italiano (Rodi Garganico, n. 1890 - Rodi Garganico, † 1963)

## Patrioti(3)
- Fratelli Bandiera, patriota italiano (Spalato, n. 1810 - Vallone di Rovito, † 1844)
- Attilio Del Gobbo, patriota italiano (Udine, n. 1898 - Udine, † 1918)
- Attilio Mori, patriota italiano (Mantova, n. 1810 - Cividale Mantovano, † 1864)

## Pianisti(1)
- Attilio Brugnoli, pianista italiano (Roma, n. 1880 - Bolzano, † 1937)

## Piloti automobilistici(1)
- Attilio Marinoni, pilota automobilistico italiano (Lodi, n. 1892 - Lainate, † 1940)

## Piloti di rally(1)
- Attilio Bettega, pilota di rally italiano (Molveno, n. 1953 - Zerubia, † 1985)

## Piloti motociclistici(2)
- Attilio Pignotti, pilota motociclistico italiano (San Benedetto del Tronto, n. 1969)
- Attilio Riondato, pilota motociclistico italiano (Latina, n. 1953)

## Pionieri dell'aviazione(1)
- Attilio Longoni, pioniere dell'aviazione, giornalista e politico italiano (Monza, n. 1885 - † 1932)

## Pittori(13)
- Attilio Alfieri, pittore italiano (Loreto, n. 1904 - Milano, † 1992)
- Attilio Andreoli, pittore italiano (Milano, n. 1877 - Milano, † 1950)
- Attilio Cavallini, pittore italiano (Noale, n. 1888 - Camnago Volta, † 1946)
- Attilio Colonnello, pittore e scenografo italiano (Milano, n. 1930 - Milano, † 2021)
- Attilio Maiocchi, pittore italiano (Lodi, n. 1900 - Lodi, † 1968)
- Attilio Mangini, pittore e ceramista italiano (Genova, n. 1912 - Genova, † 2004)
- Attilio Mozzi, pittore italiano (Colle di San Vigilio, n. 1889 - Treviglio, † 1977)
- Attilio Polato, pittore italiano (Megliadino San Fidenzio, n. 1896 - Vicenza, † 1978)
- Attilio Pratella, pittore italiano (Lugo, n. 1856 - Napoli, † 1949)
- Attilio Pusterla, pittore e decoratore italiano (Milano, n. 1862 - New Jersey, † 1941)
- Attilio Ravaglia, pittore e illustratore italiano (Bologna, n. 1889)
- Attilio Rossi, pittore e grafico italiano (Albairate, n. 1909 - Milano, † 1994)
- Attilio Simonetti, pittore e antiquario italiano (Roma, n. 1843 - Roma, † 1925)

## Poeti(3)
- Attilio Bertolucci, poeta italiano (San Prospero Parmense, n. 1911 - Roma, † 2000)
- Attilio Lolini, poeta e giornalista italiano (Radicondoli, n. 1937 - San Rocco a Pilli, † 2017)
- Attilio Sarfatti, poeta e storico italiano (Venezia, n. 1863 - Recoaro Terme, † 1900)

## Politici(29)
- Attilio Bartole, politico e farmacista italiano (Pola, n. 1906 - Modena, † 1997)
- Attilio Bastianini, politico italiano (Torino, n. 1942)
- Attilio Boldori, politico italiano (Due Miglia, n. 1883 - Cremona, † 1921)
- Attilio Botti, politico e antifascista italiano (n. 1881 - Cremona, † 1946)
- Attilio Busseti, politico italiano (Andria, n. 1933 - Roma, † 2024)
- Attilio Castrogiovanni, politico e avvocato italiano (Linguaglossa, n. 1908 - Linguaglossa, † 1978)
- Attilio Depoli, politico e storico italiano (Fiume, n. 1887 - Genova, † 1963)
- Attilio Ferrari, politico italiano (Vigatto, n. 1920 - † 1987)
- Attilio Fierro, politico e ingegnere italiano (Montella, n. 1922 - Montella, † 1988)
- Attilio Fontana, politico italiano (Varese, n. 1952)
- Attilio Germano, politico italiano (Torino, n. 1903 - † 1982)
- Attilio Incontri, politico italiano (n. 1810 - † 1873)
- Attilio Manenti, politico italiano (Urbino, n. 1921 - † 1972)
- Attilio Mariotti, politico italiano (Scarlino, n. 1882 - Firenze, † 1955)
- Attilio Morini, politico e antifascista italiano (Giaveno, n. 1904 - † 1978)
- Attilio Peluso, politico italiano (Sesto Campano, n. 1936)
- Attilio Piccioni, politico italiano (Poggio Bustone, n. 1892 - Roma, † 1976)
- Attilio Pierro, politico italiano (Maratea, n. 1974)
- Attilio Ruffini, politico, avvocato e saggista italiano (Mantova, n. 1924 - Roma, † 2011)
- Attilio Salvatore, politico italiano (Messina, n. 1890 - † 1961)
- Attilio Santoro, politico italiano (Cosenza, n. 1950)
- Attilio Schneck, politico italiano (Schio, n. 1946)
- Attilio Sigona, politico italiano (Pozzallo, n. 1945)
- Attilio Spozio, politico italiano (Preglia Dossola, n. 1927 - Varese, † 1980)
- Attilio Susi, politico italiano (Introdacqua, n. 1874 - Metz, † 1935)
- Attilio Terragni, politico italiano (Milano, n. 1896 - † 1958)
- Attilio Trebbi, politico italiano (Modena, n. 1914 - Modena, † 2008)
- Attilio Venudo, politico italiano (San Michele al Tagliamento, n. 1907 - † 1963)
- Attilio Zannier, politico italiano (Clauzetto, n. 1921 - † 1973)

## Poliziotti(2)
- Attilio Felice Riva, carabiniere italiano (Torino, n. 1874 - Messina, † 1954)
- Attilio Venosta, carabiniere italiano (Sondrio, n. 1896 - Bologna)

## Produttori cinematografici(1)
- Attilio De Razza, produttore cinematografico, produttore teatrale e imprenditore italiano (Nardò, n. 1963)

## Registi(1)
- Attilio Fabbri, regista e attore italiano

## Schermidori(1)
- Attilio Calatroni, ex schermidore italiano (Brescia, n. 1950)

## Sciatori alpini(1)
- Attilio Barcella, ex sciatore alpino italiano (n. 1966)

## Scrittori(5)
- Attilio Carminati, scrittore italiano (Venezia, n. 1922 - Venezia, † 2013)
- Attilio Frescura, scrittore e giornalista italiano (Padova, n. 1881 - Lecco, † 1943)
- Attilio Mordini, scrittore e teologo italiano (Firenze, n. 1923 - Firenze, † 1966)
- Attilio Veraldi, scrittore e traduttore italiano (Napoli, n. 1925 - Monte Carlo, † 1999)
- Attilio del Giudice, scrittore e pittore italiano (Caserta, n. 1935)

## Scultori(6)
- Attilio Nani, scultore italiano (Clusone, n. 1901 - Bergamo, † 1959)
- Attilio Panizza, scultore e anarchico italiano (Milano, n. 1858 - Londra, † 1919)
- Attilio Piccirilli, scultore italiano (Massa, n. 1866 - New York, † 1945)
- Attilio Pierelli, scultore italiano (Sasso di Serra San Quirico, n. 1924 - Roma, † 2013)
- Attilio Selva, scultore italiano (Trieste, n. 1888 - Roma, † 1970)
- Attilio Torresini, scultore italiano (Venezia, n. 1884 - Roma, † 1961)

## Sindacalisti(2)
- Attilio Conti, sindacalista e anarchico italiano (Castellammare Adriatico, n. 1880 - Pescara, † 1945)
- Attilio Sassi, sindacalista e anarchico italiano (Castel Guelfo di Bologna, n. 1876 - Roma, † 1957)

## Storici(5)
- Attilio De Marchi, storico, scrittore e filologo italiano (Milano, n. 1855 - Milano, † 1915)
- Attilio Gallo Cristiani, storico, pubblicista e scrittore italiano (Rocca di Neto, n. 1885 - Rocca di Neto, † 1950)
- Attilio Mastino, storico e saggista italiano (Bosa, n. 1949)
- Attilio Milano, storico italiano (Roma, n. 1907 - Hod HaSharon, † 1969)
- Attilio Tamaro, storico, diplomatico e giornalista italiano (Trieste, n. 1884 - Roma, † 1956)

## Tenori(1)
- Attilio Salvaneschi, tenore italiano (n. 1873 - † 1938)

## Tipografi(1)
- Attilio Vallecchi, tipografo e editore italiano (Firenze, n. 1880 - Firenze, † 1946)

## Urbanisti(1)
- Attilio Belli, urbanista italiano (Roma, n. 1937)

## Vescovi cattolici(3)
- Attilio Fiascaini, vescovo cattolico italiano (Prato, n. 1778 - Firenze, † 1860)
- Attilio Nostro, vescovo cattolico italiano (Palmi, n. 1966)
- Attilio Pietrasanta, vescovo cattolico italiano (Milano - Roma, † 1666)